# هیلدبورگ‌هاوزن
شهر هیلدبورگ‌هاوزندر ایالت تورینگن در کشور آلمان واقع شده‌است.